# بخش یونین (شهرستان لوگان، اوهایو)
بخش یونین (به انگلیسی: Union Township) یک منطقهٔ مسکونی در ایالات متحده آمریکا است که در شهرستان لوگان، اوهایو واقع شده‌است.
 بخش یونین ۵۹٫۵۱ کیلومتر مربع مساحت و ۸۱۹ نفر جمعیت دارد و ۳۱۷٫۰ متر بالاتر از سطح دریا واقع شده‌است.